# Roseveltpiek
Roseveltpiek je planina u Surinamu, s vrhom na 644 m/nm. Nalazi se u okrugu Sipaliwini. Planina je dobila ime po Johanu Cateau van Roseveltu. Rosevelpiek, kao i Tebutop, Magneetrots i Kasikasima prvi su put kartografirani 1904. tijekom ekspedicije rijekom Tapanahony.